# أنتوني روكو مارتن
أنتوني روكو مارتن (بالإنجليزية: Anthony Rocco Martin) هو فنان قتال مختلط أمريكي، ولد في 11 ديسمبر 1989 في بالوس هايتس في الولايات المتحدة.

## وصلات خارجية
- أنتوني روكو مارتن على موقع يو إف سي (الإنجليزية)
- أنتوني روكو مارتن على موقع شيردوغ (الإنجليزية)
- أنتوني روكو مارتن على موقع IMDb (الإنجليزية)